# Chris de Roo
Chris de Roo (Emmen, 17 januari 1978) is een Nederlandse zanger.

## Levensloop

### Carrière
De Roo verscheen op jonge leeftijd in de Mini-playbackshow van Henny Huisman, waar hij een imitatie van Prince gaf. Hij werd later bekend door zijn deelname aan zowel de Nederlandse als Belgische edities van de Soundmixshow, waarin hij René Froger imiteerde. Dit leidde tot optredens, waaronder op het Museumplein in Amsterdam. Zijn eerste single, Als ik er morgen niet meer ben, werd gevolgd door Grote Vriend.
Een optreden volgde tijdens de Nacht van Oranje in Ahoy Rotterdam in 2003. In het televisieprogramma 1000 Sterren Stralen van Frans Bauer zong De Roo het gelijknamige nummer. De single Ergens hier op deze wereld werd in 2005 uitgebracht tijdens de open dag van Ajax in de Amsterdam ArenA. Later bracht hij ook de nummers Gloria en Alles weer in de hand uit.
Samen met Arno Kolenbrander bracht hij in 2008 het nummer Mama uit. Een jaar later volgde een cover van het André Hazes-nummer Wat een ander ook zegt, waarmee hij de Mega Top 100 bereikte. De Roo trad in september 2009 op tijdens een concert ter ere van Hazes in de Powerzone in Amsterdam, samen met Frans Duijts, Jan Buis en Mick Harren.
Samen met zijn tante Janneke de Roo bracht hij in 2013 de single Niemand Weet uit. In 2016 organiseerde De Roo een benefietconcert voor de failliete amateurvoetbalvereniging WKE.

### Privéleven
De Roo heeft samen met zijn vriendin een zoon. In 2017 kreeg hij een hartinfarct, waarna hij met spoed werd gedotterd. Drie jaar later herstelde hij van een ernstige besmetting met COVID-19.
Op 29 augustus 2024 werd De Roo getroffen door een herseninfarct, gevolgd door meerdere infarcten in de daaropvolgende weken. Hij werd opgenomen op de intensive care en onderging een risicovolle operatie aan zijn halsslagader, die succesvol werd uitgevoerd. Onderzoek wees uit dat De Roo lijdt aan een genetische aandoening die zijn bloedvaten verzwakt.